# Coronosaurus
Coronosaurus là một chi khủng long, được Ryan Evans & Shepherd mô tả khoa học năm 2012.